# Jørgen Tengesdal
Jørgen Tengesdal (Stavanger, 5 aprile 1979) è un allenatore di calcio ed ex calciatore norvegese, di ruolo centrocampista.

## Carriera

### Giocatore

#### Club
Tengesdal iniziò la carriera con la maglia del Viking. Passò poi al Tromsø, per cui debuttò il 10 giugno 2001: subentrò ad Abdoulaye Mbaye nel 3-0 inflitto al Sogndal, ove andò anche in rete.
Nel 2002, passò allo Skeid, per cui esordì il 21 aprile: fu titolare nella vittoria per 2-1 sullo Hønefoss, segnando anche una rete su calcio di rigore. Nel 2003 tornò al Viking, dove rimase fino al 2007.
Nel 2008 passò al Randaberg. Si ritirò dopo un solo anno, a causa di alcuni problemi all'anca.

#### Nazionale
Tengesdal giocò 5 partite per la Norvegia under 21. Subentrò a Tommy Øren nella vittoria per 2-0 sul Belgio under 21.

### Allenatore
Dopo il ritiro, diventò allenatore del Randaberg. Il 20 ottobre 2017 è stato scelto come tecnico dell'Hundvåg.